# دوبلیانی
شهر دوبلیانی (به روسی: Дубляни) در استان لویو در کشور اوکراین واقع شده‌است. جمعیت این شهر ۹,۷۹۳ نفر (۲۰۲۱ تخمینی) است.